# Помпертюзат
Помпертюза́т (фр. Pompertuzat, окс. Pontpertusat) — коммуна во Франции, находится в регионе Юг — Пиренеи. Департамент — Верхняя Гаронна. Входит в состав кантона Монжискар. Округ коммуны — Тулуза.
Код INSEE коммуны — 31429.

## География
Коммуна расположена приблизительно в 600 км к югу от Парижа, в 14 км к юго-востоку от Тулузы.
На северо-востоке коммуны проходит Южный канал.

## Климат
Климат умеренно-океанический. Зима мягкая и снежная, весна характеризуется сильными дождями и грозами, лето сухое и жаркое, осень солнечная. Преобладают сильные юго-восточные и северо-западные ветры.

## Население
Население коммуны на 2010 год составляло 2023 человека.
| 1962 | 1968 | 1975 | 1982 | 1990 | 1999 | 2010 |
| ---- | ---- | ---- | ---- | ---- | ---- | ---- |
| 275  | 342  | 587  | 699  | 821  | 1209 | 2023 |

## Администрация
| Период | Период | Фамилия          | Партия | Примечания |
| ------ | ------ | ---------------- | ------ | ---------- |
| 1971   | 1995   | Фернан Поли      |        |            |
| 1995   | 2008   | Жак Вердан       |        |            |
| 2008   | 2020   | Кристин Гальвани |        |            |

## Экономика
В 2010 году среди 1374 человек трудоспособного возраста (15—64 лет) 1058 были экономически активными, 316 — неактивными (показатель активности — 77,0 %, в 1999 году было 74,0 %). Из 1058 активных жителей работали 984 человека (521 мужчина и 463 женщины), безработных было 74 (42 мужчины и 32 женщины). Среди 316 неактивных 143 человека были учениками или студентами, 104 — пенсионерами, 69 были неактивными по другим причинам.

## Достопримечательности
- Церковь Св. Андрея (XVI век). Исторический памятник с 1973 года[4]
- Голубятня (XVII век). Исторический памятник с 1932 года[5]
- Мост Дем через Южный канал (XVII век). Исторический памятник с 1998 года[6]

## Фотогалерея
- Церковь Св. Андрея
- Церковь Св. Андрея
- Распятие
- Голубятня
- Мост Дем